# Call of Duty: United Offensive
Call of Duty: United Offensive (укр. Call of Duty: Другий фронт) — культова відеогра, доповнення (аддон) до гри Call of Duty. Гра була розроблена компанією Treyarch разом з Gray Matter Interactive та видана компанією Activision 3 березня 2005 року. В СНД її видала компанія 1С.
Оскільки Call of Duty: Другий Фронт є доповненням, це означає, що для її встановлення потрібна вже встановлена гра Call of Duty.
В грі присутні 13 нових одиночних місій — операція в Арденнах, вилазка в складі диверсійного підрозділу на Сицилію, бій на привокзальній площі Харкова, авіаналіт на Роттердам.

## Місії

### Ігрові персонажі
|                 | Персонаж                  | Опис |
| --------------- | ------------------------- | --- |
| США             | Скотт Райлі (Scott Riley) | Капрал, 101-ша повітряно-десантна дивізія США |
| США             | Скотт Райлі (Scott Riley) | Головний діючий персонаж американської кампанії. Бере участь в Арденнській операції                                                              |
| Велика Британія | Джеймс Дойл (James Doyle) | Сержант, спочатку бортовой стрілець Королівських ВПС, а потім британське S.O.E. (Управління спеціальних операцій)                                |
| Велика Британія | Джеймс Дойл (James Doyle) | Основной персонаж англійської кампанії. Бере участь у нальоті на Роттердам, боях у Голландії та в диверсійній операції перед висадкою на Сицилії |
| СРСР            | Юрій Петренко             | Червоноармієць, 67-ма гвардійська стрілецька дивізія, згодом 5-та гвардійська танкова армія та 15-та гвардійська стрілецька дивізія              |
| СРСР            | Юрій Петренко             | Головний діючий персонаж радянської кампанії. Бере участь у Курській битві                                                                       |

### Американська кампанія
Головний герой — капрал 101-ї повітряно-десантної дивізії армії США Скотт Райлі. Інші персонажі — капітан Фоулі, сержант Моді, рядовий Андерсон, рядовий Уїтні, рядовий Ендер.
- Бастонь 1. 26 грудня 1944, 9:00 ранку. Бельгія, Бастонь. Розвідка, поїздка на армійському джипі, відбиття наступу німців.
- Бастонь 2. 12 січня 1945, 2:19 ночі. Бельгія, Бастонь. Бій в лісі, захоплення ферми, допит полоненого, порятунок поранених американців, захоплення перехресття, засідка на конвой.
- Фой. 13 січня 1945. Бельгія, Бастонь, Фой. Масштабний наступ армії США на місто Фой, його захоплення. Бої в будинках, знищення зенітки, двох танків. Знищення ворожих гранатометників за допомогою снайперської гвинтівки.
- Новіль. 15 січня. Бельгія, Бастонь, Новіль. Наступ армії США на місто Новіль, захоплення та утримання садиби до прибуття підкріплення, знищення декількох німецьких танків.

### Англійська кампанія
Головний герой — сержант Джеймс Дойл, спочатку бортовий стрілець Королівських ВПС, потім британське S.O.E. (Управління спеціальних операцій). Інший персонаж — майор Інграм.
- Бомбардувальник. 2 вересня 1941. Голландія. Повітряний наліт на Роттердам Королівських ВПС, бій у повітрі з винищувачами люфтваффе, бомбардування промислової зони, падіння літака, стрибок з парашутом.
- Голландія. 2 вересня 1941. Голландія. Продовження попередньої місії. Допомога голландському опору та майору Інграму, підрив залізничного мосту, втеча на вантажівці.
- Сицилія 1. 12 липня 1943. Італія, Сицилія. Таємне проникнення на італійську базу, підрив маяка, знищення обладнання, знищення гармат ворога, втеча з бази.
- Сицилія 2. 12 липня 1943. Італія, Сицилія. Продовження попередньої місії. Погоня на мотоциклах, втеча з острова, стрілянина на катерах.

### Радянська кампанія
Головний герой — червоноармієць Юрій Петренко. Інші персонажі — сержант Антонов, червоноармійці Семашко и Корольов, єфрейтор Куліков.
- Окопи. 4 липня 1943. СРСР, Курська область. Доставлення на лінію фронту, утримання правого флангу лінії фронту, знищення трьох САУ «Фердинанд» («Елефант»), захоплення та утримання хутора.
- Понирі. 11 липня 1943. СРСР, Курська область, Понирі. Захоплення з/д станції, міста, заводу.
- Курськ. 12 липня 1943. СРСР, Білгородська область, Прохоровка. Танкова місія. Танкові бої.
- Харків 1. 22 серпня 1943. СРСР, Харків. Наступ на місто, коректування артилерії за допомогою бінокля, захоплення міста.
- Харків 2. 22 серпня 1943. СРСР, Харків. Продовження попередньої місії. Захоплення та утримання з/д вокзалу, знищення кількох танків, стрільба по літаках із зенітки.

## Персонажі
- Капрал Скотт Райлі  — протагоніст, стрілець, автоматник, снайпер і кулеметник.
- Капітан Майкл Фоулі — автоматник.
- Сержант Томас Моді — автоматник, стрілець.
- Рядовий Андерсон — кулеметник, стрілець.(Останні три персонажі знайомі гравцям як колеги рядового Мартіна з Call of duty)
- Рядовий Уїтні — стрілець.
- Рядовий Ендер — автоматник.
- Рядовий Мартін — автоматник.(Відслика до Рядового Мартіна — головного героя Call of Duty американської компаній, що дивно його форма ідентично схожа з формою Капітана Фоулі.)
- Рядовий Гордон — стрілець.
- Рядовий Фріман — автоматник.

(Якщо додати два імена то вийде Гордон Фріман-головний герой Half-life)
- Рядовий Копель — стрілець.
- Рядовий Денні — стрілець.
- Рядовий Сассер — стрілець.
- Лейтенант Лемкул — стрілець.
- Сержант Спрогісс — стрілець.
- Капітан Хіллен — автоматник.
- Капітан Керсі — автоматник.
- Сержант Джонс — автоматник.
- Сержант Рамірес — автоматник.
- Рядовий Голдберг — кулеметник.
- Сержант Джеймс Дойл — протагоніст, автоматник, стрілець та кулеметник Королівських ВПС.
- Майор Джеральд Інграм — автоматник.(Також знайомий персонаж з Call of duty.Перше знайомство відбувається в місії «Dulag lllA», де Фоулі, Моді і Мартін організували рятувальну операцію по даним капітана Прайса)
- Ван Дайк — стрілець.
- Де Л'ю — стрілець.
- Ван Ді Берг — стрілець.
- Смітс — стрілець.
- Янсен — стрілець.
- Горісс — стрілець.
- Рядовий Гувер — автоматник.
- Рядовий Люйтес — автоматник.
- Рядовий Модітч — автоматник.
- Рядовий Денні — автоматник.
- Рядовий Юрій Петренко — протагоніст, стрілець, автоматник, навідник і танкіст.
- Сержант Сергій Антонов — автоматник.
- Єфрейтор Василь Куліков — стрілець, автоматник.
- Рядовий Михайло Корольов — стрілець, автоматник.
- Рядовий Борис Семашко — стрілець.
- Сержант Фролов — стрілець з пістолетом.
- Сержант Сасеров — автоматник.

## Ігрове озброєння
| Країна          | Зброя |
| --------------- | --- |
| Третій Рейх     | - Пістолет Люгера - Гвинтівка Kar98k - Снайперська гвинтівка Kar98k - Самозарядна гвинтівка Gewehr 43 - Пістолет-кулемет MP-40 - Штурмова гвинтівка StG-44 - Стаціонарний кулемет MG-42 - Ручний кулемет MG-34 - Ручна граната Stielhandgranate 24 - Вогнемет Flammenwerfer 35 - Одноразовий ручний протитанковий гранатомет Panzerfaust 60 - Протитанковий гранатомет Panzerschreck |
| США             | - Пістолет Кольт М1911 - Карабін М1А1 - Самозарядна гвинтівка M1 Гаранд - Снайперська гвинтівка M1903 Спрінгфілд - Пістолет-кулемет Томпсона - Автоматична гвинтівка/ручний кулемет Браунінг M1918 - Протитанковий гранатомет М9A1 Базука - Стаціонарний кулемет M2 - Ручний кулемет Браунінг M1919A6 - Ручна граната М2 - Димова граната                                            |
| Велика Британія | - Револьвер Webley (револьвер) MK-IV - Гвинтівка Lee Enfield - Пістолет-кулемет Sten - Пістолет-кулемет Sten з глушником - Ручний кулемет Bren - Ручна граната MK-I |
| СРСР            | - Пістолет ТТ-33 - Гвинтівка Мосіна - Снайперська гвинтівка Мосіна - Самозарядна гвинтівка СВТ-40 - Пістолет-кулемет ППШ-41 - Ручний кулемет ДП-27 - Ручна граната РГД-33 |
| Загальне        | - Вибухівка |

В російській локалізації гри присутній баг, в якому при використанні радянського стаціонарного кулемета замість ДП-27 з'являється напис СГ-43.
В фінальному ролику (який показує уривки з усіх битв, які представленні в грі) є момент, в якому на лінії оборони Курської дуги радянський солдат стріляє саме з СГ-43, що дає можливість припустити присутність даного кулемета на ранніх стадіях розробки гри.

## Мультиплеєр
Мультиплеєр може вестись на одній із декількох карт, більша частина яких є переробкою місій із синглплеєра. Гравець вибирає одну з сторін: країни Осі (Німеччина) чи союзники (в тому числі СРСР, США або Британія).

### Бій проти всіх
Особливості режиму

- в режимі налаштовується: час гри, максимальна кількість ворогів;
- кожний гравець отримує очки за вбивства інших гравців;
- за самогубства очки знімаються;
- якщо гравець вмирає, то він зразу воскресає, в залежності від настройок сервера, у випадковому місті на карті.

Умови перемоги
- гравець набирає максимальну кількість очок;
- гравець набирає велику кількість очок по завершенні часу, який був даний на гру.

### Командний бій
Особливості режиму
- в режимі налаштовується: час гри, максимальна кількість очок;
- гравці розподіляються за двома командами: Союзники та Бійці Осі;
- за вбивства ворожих гравців команді начисляються очки;
- за самогубства та вбивства гравців своєї команди, очки знімаються;
- якщо гравець вмирає, то він після заданого налаштуванням періоду часу перероджуються в випадковому місті на карті.

Умови перемоги
- команда набирає максимальну кількість очок;
- команда набирає велику кількість очок по завершенні часу, який був відпущений на гру.

### Захват прапора
Особливості режиму
- в режимі налаштовується: час гри, максимальна кількість очок;
- гравці розподіляються на дві команди: Союзники та Бійці Осі;
- у кожної команди є своя «база», на якій знаходиться її прапор;
- гравці повинні захопити прапор ворожої команди, щоб принести його до свого прапора на базі, за що команді нараховують очки;
- якщо гравець вмирає, то він перероджується через визначений час у випадковому місці на карті.

Умови перемоги
- команда набирає максимальну кількість очок;
- команда набирає велику кількість очок по завершенні часу, який був даний на гру.

### Штаб
Особливості режиму
- в режимі налаштовується: час гри, максимальна кількість очок;
- гравці діляться на дві команди: Союзники та Бійці Осі;
- періодично на карті в випадкових місцях виникає штаб, який представлений рацією, яку необхідно захопити, знаходячись біля нього деякий час;
- захопив штаб, команда займається недопущенням до нього гравців ворожої команди;
- очки нараховується команді за час утримання штабу;
- поки захоплений штаб, атакуючі можуть перероджуваться з визначеним періодом час, в той час як захисники перероджуються тільки після знищення штабу.

Умови перемоги
- команда набирає максимальну кількість очок;
- команда набирає велику кількість очок по завершенні відведеного на гру часу.

### Пошук і знищення
Особливості режиму
- в режимі налаштовуються: час гри, кількість раундів, час одного раунду;
- гравці розподіляються на дві команди: Союзники та Бійці Осі;
- на карті знаходяться два об'єкти A та B, на одному з яких союзники повинні закласти бомбу, а бійці Осі цьому перешкоджають;
- гравці перероджуються тільки на початку наступного раунду.

Умови перемоги в раунді
- Союзники:
  - вбивство всіх гравців ворожої команди;
  - закладення бомби з годинниковими механізмом на одному з об'єктів і недопущення її обезброєння.
- Бійці Осі:
  - вбивство всіх гравців ворожої команди;
  - недопущення закладення бомби з годинниковим механізмом упродовж часу, виданий на раунд;
  - обеззброєння встановленої бомби.

Умови перемоги в грі
- команда набирає велику кількість очок по завершенні раунду.

### Штурм бази
Особливості режиму
- в режимі налаштовуються: час гри, кількість раундів, час одного раунду;
- гравці діляться на дві команди: Союзники та Бійці Осі;
- на карті знаходяться три бази A, B та C, обидва сторони повинні спочатку знищити верхню частину бункера (з гранатометів, базук, панцерфаустів, танків, САУ та навіть ранцевими зарядами);

Умови перемоги в раунді
- Союзники
  - Знищити всі бункери Осі першими;
  - Знищити велику кількість бункерів, ніж бійці Осі;
- Бійці Осі
  - Знищити всі бункери союзників першими;
  - Знищити велику кількість бункерів, ніж союзники.

## Цікаві факти
- В місії «Бастонь 1», коли Райлі та Андерсон біжать зі штабу до шанців, щоб стримати атаку німців (середина місії), можна побачити, як один солдат тягне іншого пораненого за шиворіт. Аналогічну ситуацію можна було побачити в інтро та в місії «Слідопит» (Сент-Мер-Егліс) в грі Call of Duty. Найцікавіше те, що одного з цих солдат звати рядовий Матрін, чим схожий (різницю в одну букву) на американського протагоніста з Call of Duty.
- На початку місії «Бастонь 2» в початковій кат-сцені можна побачити те, що в стороні стоять поруч двоє солдат — рядовий Гордон і рядовий Фрімен. Це відсилання на Гордона Фрімена — головного героя серії ігор Half-Life.
- На початку місії «Фой» серж. Моді накаже Райлі вбити кулеметника зі снайперської гвинтівки, однак власник тієї гвинтівки неочікувано радянський солдат, нагадую події відбуваються в Бельгії.
- В кінці місії «Фой» кап. Фоулі в люті накаже Райлі і Моді знищити танк «Tiger 1», однак він від інших танків відрізняється тим що він схований в будівлі і спікоїно своєю гарматою проходить через стіну, а на додачу з автоматичним наведенням на головного героя, сховатись від такого суперника і тим більше знищити завдання точно не з легких.
- В місії «Десь в Голандій» після підриву моста Інграм накаже відступити але якщо піти на зустріч броньованій машині яка вийде з тунелю то можна виявити що кулеметник має велику кількість HP, але вбити можна.
- В місії «Сицилія 1» біля входу в каземат можна побачити радянську вантажівку ЗІС-5. Невідомо як вона потрапила зі Східного фронту аж туди.
- На початку місії «Approaching the frontline of Kursk» коли герої покине поїзд до на локомотиві можна побачити дивну абрівеатуру, але цю саму абрівеатуру можна побачити в Call of duty Black Ops в Воркуті на вагоні.
- В місії з битвою за Харків розробники не тільки змінили міський пейзаж, а ще й допустили помилку: будівля вокзалу, біля якої проходять бої, була побудована вже після війни.
- В радянській кампанії не обійшлося й без незрозумілих назв російською. Наприклад, в місії «Понирі» біля входу на фабрику можна побачити табличку на якій написано: «Фабрика трактора 1926», чи біля входу в школу «Школа людей 1929», чи на станції «Станция Рельса»
- Протягом усієї радянської кампанії бронетанкові війська Червоної Армії оснащені танками Т-34-85 (в тому числі і танк головного героя), однак такі танки з'явились не раніше 1944 року, в той час як дія кампанії триває в 1943 році. Також на початку кампанії (коли протагоніст виходить з потяга) можна побачити броневагон, оснащений двома баштами від Т-34-85.
- На початку радянської кампанії бійці Червоної Армії (в тому числі й головний герой) переміщуються на трьохвісних вантажівках ЗІС-6, однак серійне виробництво цих машин припинили ще в 1941 році, й значна їхня частина була використана як платформа для «Катюш», тому зустріти навіть хоча б одну таку вантажівку на Курській дузі було б дуже малоймовірно.
- У гвинтівки системи Мосіна рукоятка затвора пряма, а відігнута рукоятка була тільки в снайперській модифікації цієї гвинтівки. А у всіх гвинтівках Мосіна в грі рукоятка затвора відігнута вниз, як у німецької гвинтівки системи Маузер.
- Пістолет-кулемет ППШ-41 є одним із типових зразків стрілецької зброї Червоної Армії, однак в даній грі він залишився «на другому плані» (так гравець ніколи не починає місію з ППШ як зброї за замовчуванням — щоб ним скористатись, доведеться знайти його «на стороні»).
- Також «на другому плані» залишились деякі зразки британської зброї: гвинтівка Lee-Enfield та ручний кулемет Bren (гравець може взяти таку зброю в убитих союзників, однак практична цінність цієї зброї на момент її знаходження фактично зникає).
- Мультиплеєр гри популярний і сьогодні[коли?].